# Irmgard Jahnke
Irmgard Jahnke (* 27. Oktober 1948 in Bremen; † 13. Mai 2004 in Bremen) war eine deutsche Soziologin sowie Politikerin (Bündnis 90/Die Grünen) und sie war Mitglied der Bremischen Bürgerschaft.

## Biografie
Jahnke war eine Sozialwissenschaftlerin und in den 1980er Jahren als Referentin und Verkehrsexpertin bei den Grünen in Bremen tätig. Nach ihrer Abgeordnetenzeit war sie ab 1992 einige Jahre als Referentin in der Senatskanzlei in Bremen für die Aufgaben Neue Hanse Interregio, Regionales Europa tätig.
Sie war bis 1996 Mitglied der Grünen. Von 1987 bis 1991 war sie Mitglied der 12. Bremischen Bürgerschaft und Mitglied verschiedener Deputationen, u. a. für Stadtentwicklung. Sie war beiratspolitische und verkehrspolitische Sprecherin sowie stellv. Fraktionssprecherin (1987/88) bzw. Fraktionssprecherin (1988/89) der Grünen. In der Bürgerschaft setzte sie sich u. a. ein für die Stärkung der Bremer Stadtteilbeiräte, für die Schließung einzelner Parkhäuser, für einen massiven Ausbau des ÖPNV-Verkehrs, für autofreie Stadtteile, gegen den Ausbau der Georg-Bitter-Trasse, der Beneckendorffallee, des Hemelinger Tunnels, der Hafenrandstraße, die Autobahntrasse A 281 und gegen die kleine Gewerbeansiedlung am Hollerland und die Wohnbebauung Findorff-Weidedamm III.